# هوراس بيغيلو
هوراس بيغيلو (بالإنجليزية: Horace Bigelow)‏ هو لاعب شطرنج أمريكي، ولد في 6 مارس 1898، وتوفي في 18 أبريل 1980.

## وصلات خارجية
- هوراس بيغيلو على موقع مباريات الشطرنج (الإنجليزية)
- هوراس بيغيلو على موقع 365Chess.com (الإنجليزية)